# Palicourea montivaga
Palicourea montivaga är en måreväxtart som beskrevs av Paul Carpenter Standley. Palicourea montivaga ingår i släktet Palicourea och familjen måreväxter.
Artens utbredningsområde är Costa Rica. Inga underarter finns listade i Catalogue of Life.